# Зыколино
Зыколино — деревня в Смоленском районе Смоленской области России. Входит в состав Стабенского сельского поселения. Население — 81 житель (2007 год). 
Расположена в западной части области в 11 км к северо-востоку от Смоленска, в 3 км севернее автодороги М1 «Беларусь», на берегу реки Колодня. В 13 км южнее деревни расположена железнодорожная станция Смоленск-Сортировочный на линии Москва — Минск. 

## История
В годы Великой Отечественной войны деревня была оккупирована гитлеровскими войсками в июле 1941 года, освобождена в сентябре 1943 года. 